# Klintsnyltrot
Klintsnyltrot (Orobanche elatior) är en art i familjen snyltrotsväxter. Klintsnyltroten saknar klorofyll och parasiterar på  väddklint och rödklint och  växer på varma kalkrika sluttningar eller backar som ofta har en rik stäppvegitation. Blomningen med blekt rosaröda till rödbruna eller gulbruna 2 cm stora blommor med sker i juni – juli. Växtens latinska artnamn elatior kommer av latinets elatus (hög) och betyder högre, vilket stämmer bra då Klintsnyltroten vid goda förhållanden blir nästan 1 meter hög.

## Utbredning
Klintsnyltrot är en vanligt förekommande i sydösteuropa. I Norden förekommer växten i Danmark, Skåne, på Öland och Gotland. Enstaka lokaler finns spridda i syd- och mellansverige och har sin nordligaste utpost i Tornedalen. På många platser har Klintsnyltroten troligtvis blivit insådd. Klintsnyltroten är fridlyst sedan år 1922. Första fynduppgift i Sverige är från Råå i Skåne år 1744.

## Externa länkar

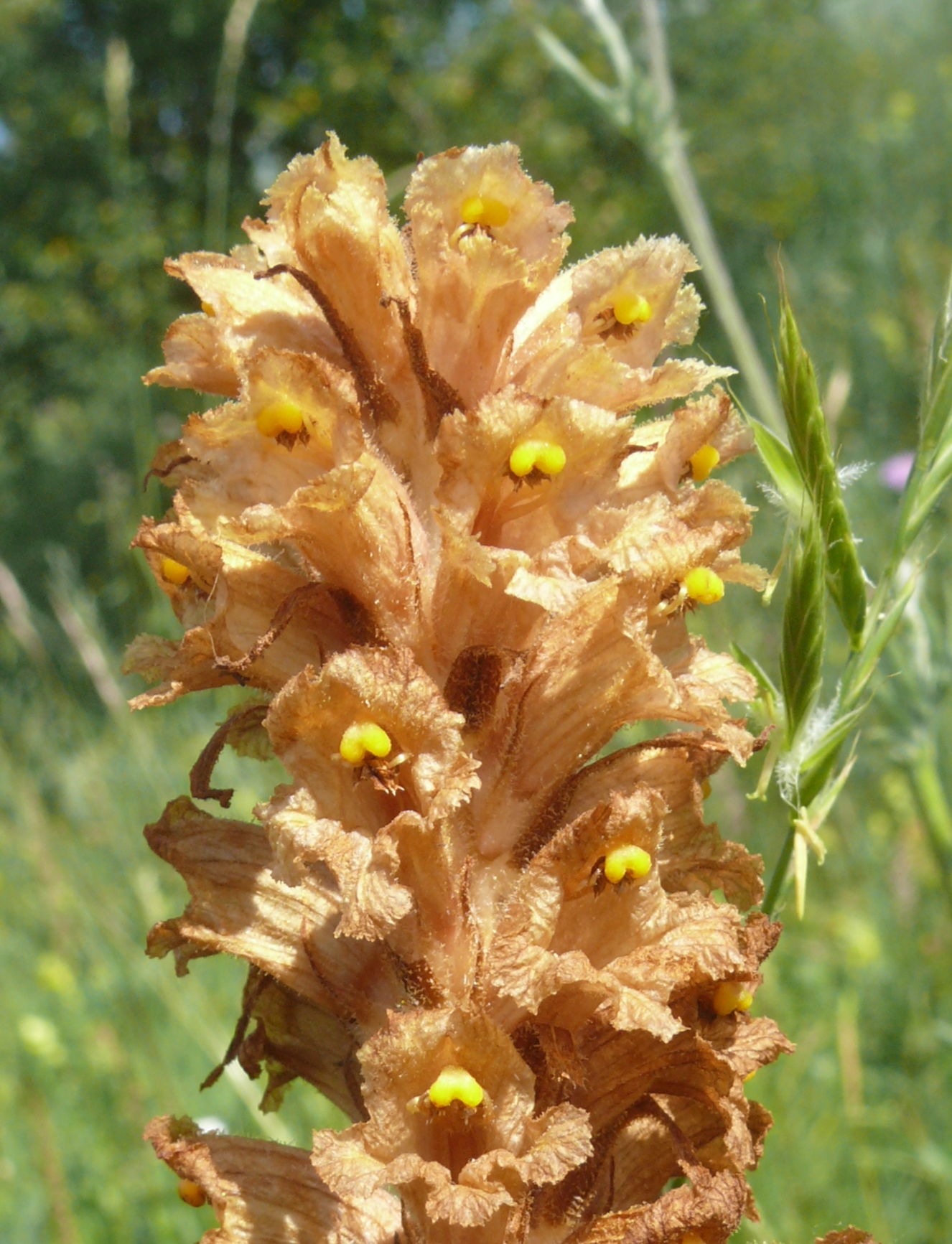
Klintsnyltrot i Nördlinger Ries, Tyskland.